# Джанфіда (Кашатаг)
Джанфіда (вірм. Ջանֆիդա), Ділялимусханли — село у Кашатазькому районі Нагірно-Карабаської Республіки. Село розміщене на лівому березі річки Воротан, за 69 км на південь від районного центру, міста Бердзора.